# Berger flûteur

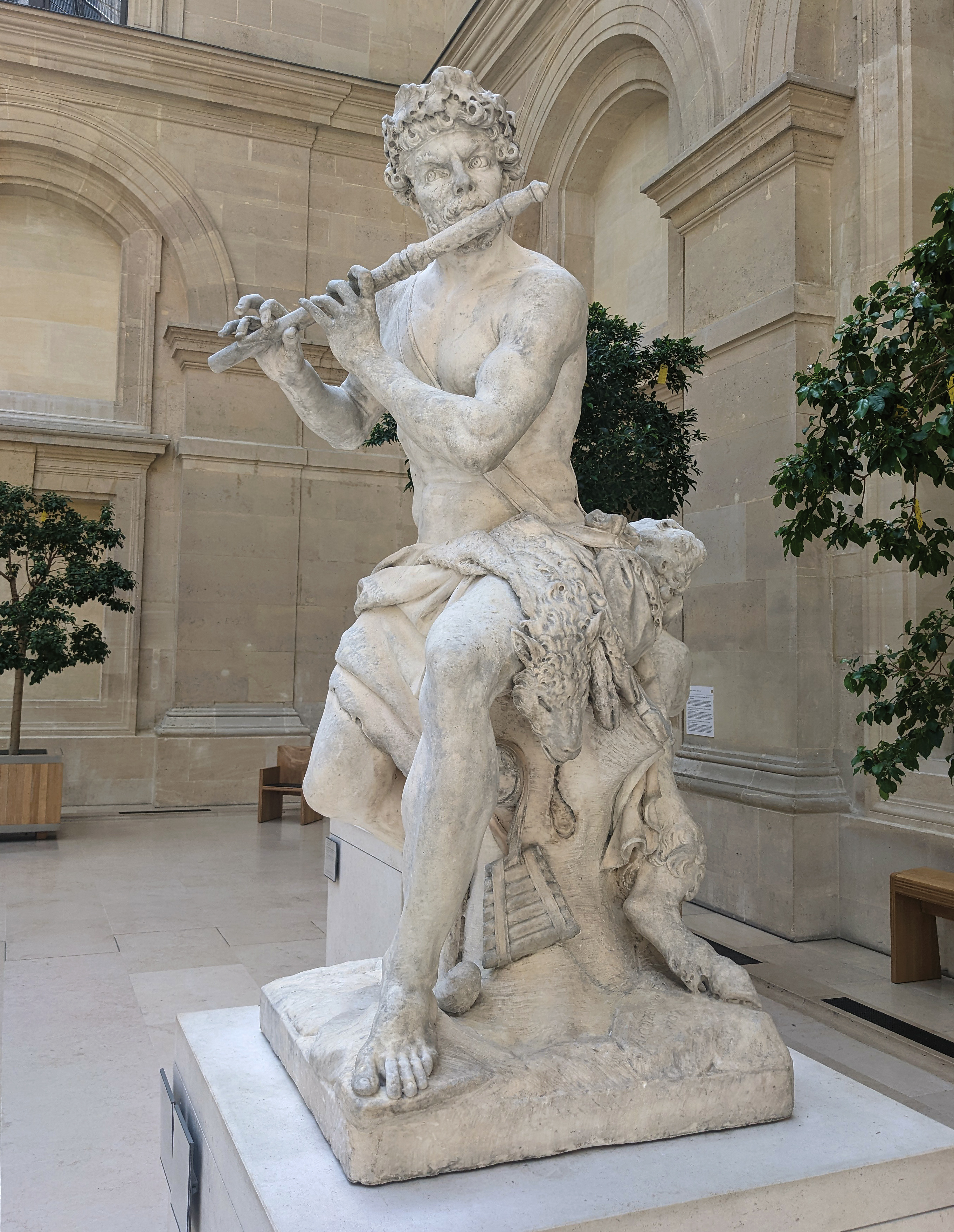
Le Berger flûteur.

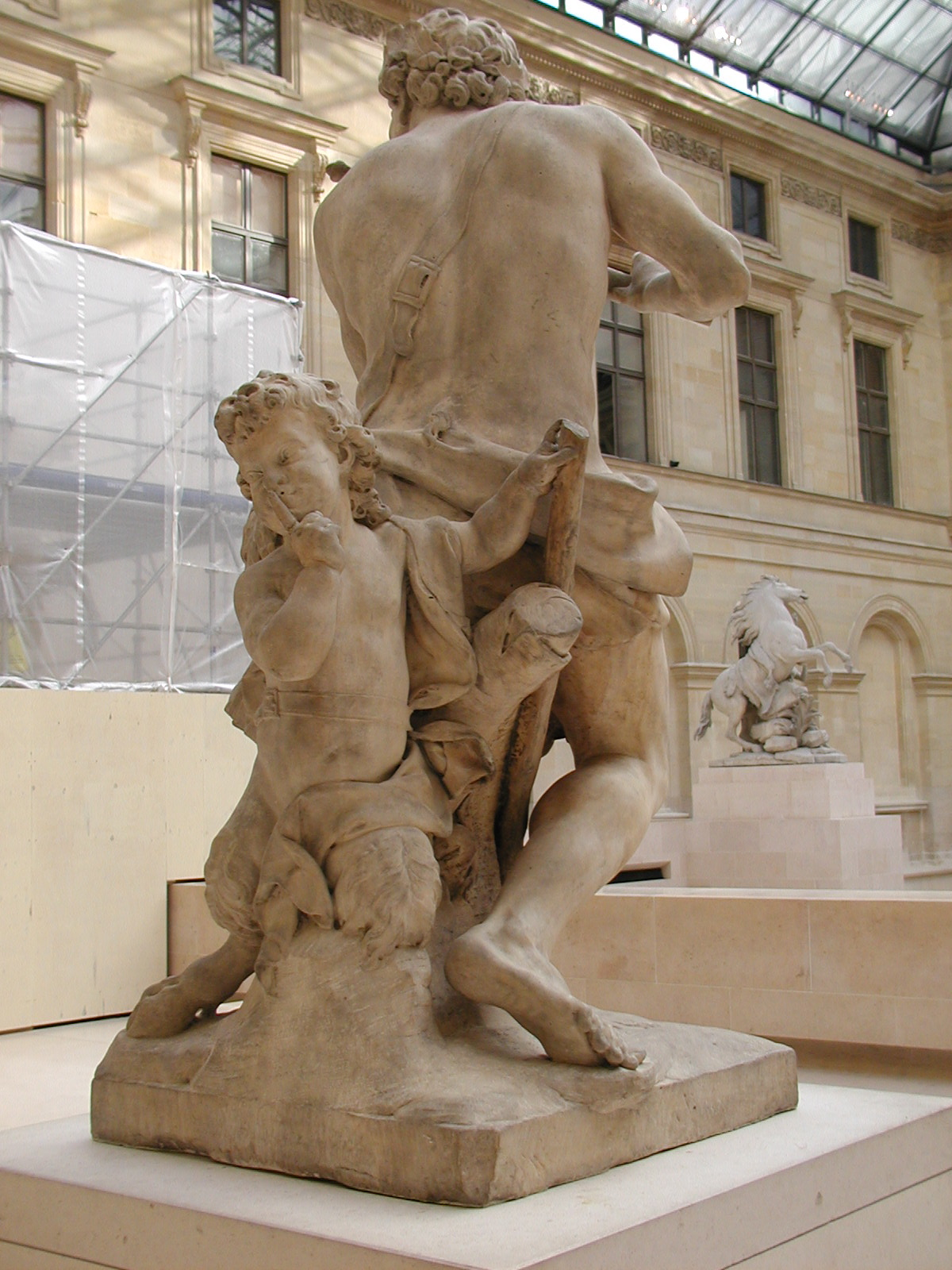
Le Berger flûteur (vue de dos).

Le Berger flûteur est une sculpture en marbre d’Antoine Coysevox.

## Description
Le Berger flûteur représente un faune jouant de la flûte ; un satyre enfant, dans son dos, réclame le silence le doigt sur la bouche. La grande figure joue d'une flûte traversière baroque sans clés, faite au tour. Une flûte de Pan à cinq tuyaux est posée à ses pieds.  Il forme, avec l’Hamadryade et la Flore, un groupe consacré à la forêt, placé dans le parc du Château de Marly au fer à cheval du bas de la rivière.
La statue mesure 1,78 m de haut, 84 cm de large et 1,01 m en profondeur.
Commandé en 1707 et daté de 1709, le groupe a été porté au jardin des Tuileries dès 1716. Il est désormais au Musée du Louvre depuis 1870. On peut le voir au département des sculptures françaises, cour Marly dans l’aile Richelieu. Des copies par moulage à la poudre de marbre sont en place à l'emplacement d'origine à Marly depuis 2010.